# Mount Vernon Harcourt
Mount Vernon Harcourt ist ein 1570 m hoher und auffällig kegelförmiger Berg an der Borchgrevink-Küste des ostantarktischen Viktorialands. Er ragt im südzentralen Teil der Hallett-Halbinsel auf.
Der britische Polarforscher James Clark Ross entdeckte ihn im Januar 1841 bei seiner Antarktisexpedition (1839–1843). Er benannte ihn nach dem britischen Theologen und Naturwissenschaftler William Vernon Harcourt (1789–1871), einem der Gründungsväter der British Association.